# 우샹팅
우샹팅(중국어 정체자: 吳湘亭, 한자음: 오상정, 1997년 2월 27일 ~)은 대만의 유튜버이다.